# Dmytro Chl'obas
Dmytro Viktorovyč Chl'obas (in ucraino  Дмитро Вікторович Хльобас?; Lochvycja, 9 maggio 1994) è un calciatore ucraino, attaccante svincolato.

## Palmarès

### Club
- Coppa d'Armenia: 1

Urartu: 2022-2023
- Campionato armeno: 1

Urartu: 2022-2023